# جوردن ماكغي
جوردن ماكغي (بالإنجليزية: Jordan McGhee)‏ (24 يوليو 1996 في المملكة المتحدة - ) هو لاعب كرة قدم بريطاني في مركز الدفاع. شارك مع منتخب اسكتلندا تحت 16 سنة لكرة القدم ومنتخب اسكتلندا تحت 17 سنة لكرة القدم ومنتخب اسكتلندا تحت 21 سنة لكرة القدم. أما مع النوادي، فقد لعب مع هارت أوف ميدلوثيان.

## وصلات خارجية
- جوردن ماكغي على موقع قاعدة بيانات كرة القدم.إي يو (الإنجليزية)
- جوردن ماكغي على موقع Soccerbase.com (لاعب) (الإنجليزية)
- جوردن ماكغي على موقع Soccerway.com (الإنجليزية)
- جوردن ماكغي على موقع عالم كرة القدم.نت (الإنجليزية)